# 261 (numero)
Duecentosessantuno (261) è il numero naturale dopo il 260 e prima del 262.

## Proprietà matematiche
- È un numero dispari.
- È un numero composto con 6 divisori: 1, 3, 9, 29, 87, 261. Poiché la somma dei suoi divisori (escluso il numero stesso) è 129 < 247, è un numero difettivo.
- È un numero di Harshad (in base 10), cioè è divisibile per la somma delle sue cifre.
- È parte delle terne pitagoriche (180, 189, 261), (261, 348, 435), (261, 380, 461), (261, 1160, 1189), (261, 1248, 1275), (261, 3780, 3789), (261, 11352, 11355), (261, 34060, 34061).
- È un numero palindromo nel sistema di numerazione posizionale a base 13 (171).
- È un numero fortunato.
- È un numero congruente.

## Astronomia
- 261P/Larson è una cometa periodica del sistema solare.
- 261 Prymno è un asteroide della fascia principale del sistema solare.

## Astronautica
- Cosmos 261 è un satellite artificiale russo.